# Osztopán, Somogy
Osztopán  este un sat în districtul Kaposvár, județul Somogy, Ungaria, având o populație de 844 de locuitori (2011). 

## Demografie
Componența etnică a satului Osztopán
     Maghiari (84,59%)
     Romi (13,59%)
     Germani (1,82%)
Componența confesională a satului Osztopán
     Romano-catolici (59,24%)
     Fără religie (8,89%)
     Reformați (1,54%)
     Necunoscută (29,15%)
     Alte religii (2,61%)
Conform recensământului din 2011, satul Osztopán avea 844 de locuitori. Din punct de vedere etnic, majoritatea locuitorilor (84,59%) erau maghiari, existând și minorități de romi (13,59%) și germani (1,82%).  Din punct de vedere confesional, majoritatea locuitorilor (59,24%) erau romano-catolici, existând și minorități de persoane fără religie (8,89%) și reformați (1,54%). Pentru 29,15% din locuitori nu este cunoscută apartenența confesională.